# 크롭톱

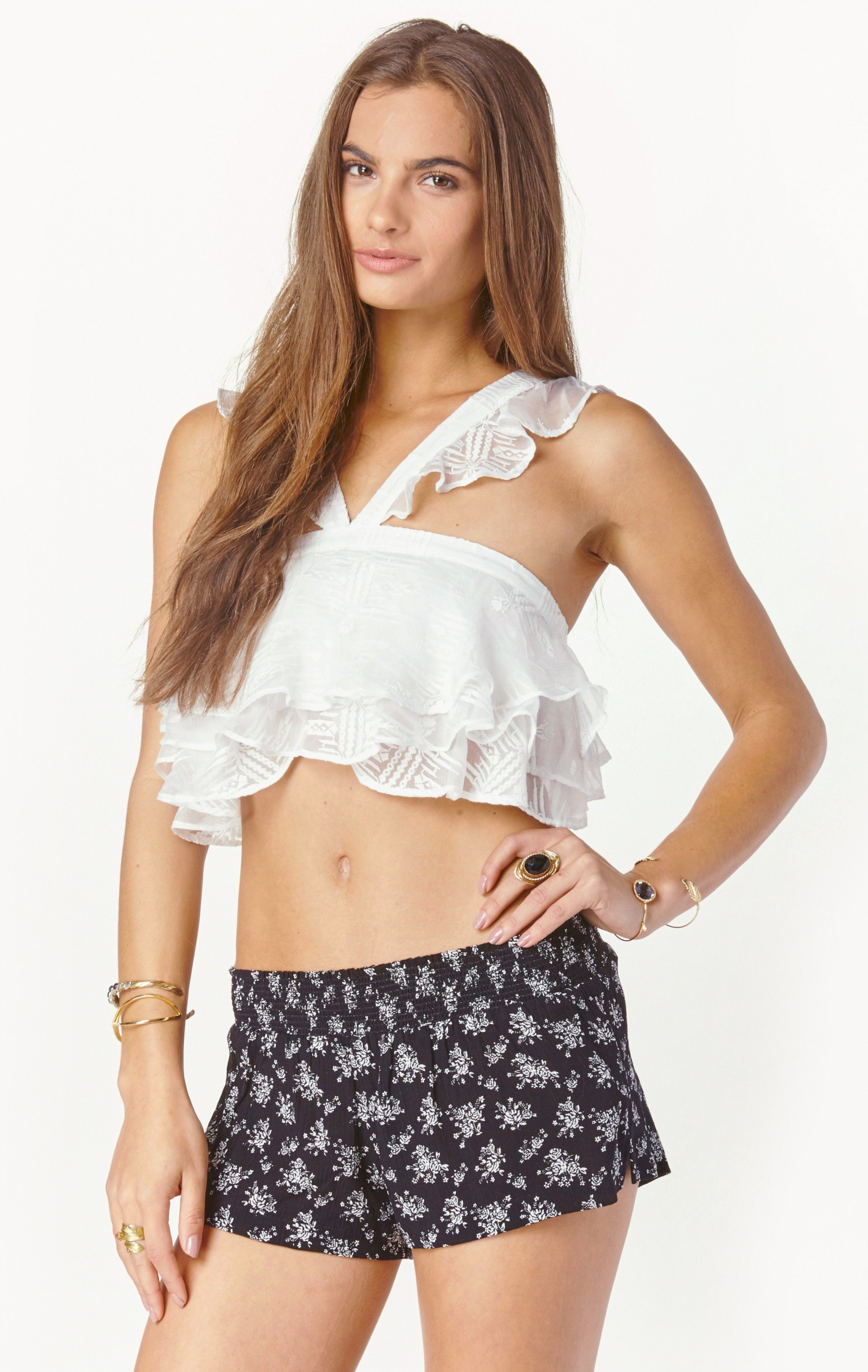
주름 장식이 달린 하얀 크롭톱을 입은 여자의 모습

크롭톱(Crop top)은 배, 허리, 배꼽을 드러내는 윗옷을 가리킨다.

## 역사

### 여성용
크롭톱의 초기 역사는 미국 시카고에서 열린 1893년 만국 박람회에서 열린 리틀 이집트의 공연을 시작으로 몸통을 향한 문화적 견해와 교차했다. 비록 크롭톱이 1930년대와 1940년대에 패션 업계에서 처음으로 두각을 나타냈지만(특히 1940년대는 제2차 세계 대전 시기의 섬유 공급에 영향을 받았음) 당시에는 주로 수영복에 국한되어 있었다. 1960년대 후반과 1970년대 초반에 일어난 성 혁명을 계기로 유명 인사들이 착용한 옷이 널리 받아들여졌다. 이를 변형한 스타일인 묶은 상의나 매듭이 달린 셔츠도 1940년대 패션에 등장하여 1960년대에 인기를 끌었다.
1980년대에 에어로빅 열풍의 일부이자 영화 플래시댄스의 인기로 인해 컷오프 크롭톱이 더 흔해졌다. 가수 마돈나는 노래 Lucky Star의 뮤직비디오에서 망사 크롭톱을 입었다. 2010년대에는 1990년대 패션의 인기에 힘입어 크롭톱이 다시 부활했고 2020년대에도 여전히 인기를 유지하고 있다.

### 남성용
크롭톱은 1970년대부터 남자들이 입어 왔다. 셔츠가 없는 미식축구의 보호 장구는 크롭톱과 유사한 편인데 나중에 1980년대 방송으로 이어진 크롭 저지가 등장하는 계기가 된다. 남성들 또한 스포츠에 상관없이 크롭톱을 입기 시작했다.
셔츠를 입지 않는 남성들을 받아들이는 것은 크롭톱의 필요성을 없애기 위한 것으로 여겨진다. 다양한 크롭톱들은 미식축구 선수들 뿐만 아니라 래퍼들도 착용했다. 2010년대 중반 이후에는 유명 인사들 사이에서 인기를 끌면서 큰 상승세를 타고 있다.

## 같이 보기
- 튜브톱